# Волтурн
Волтурн (лат. Volturnus) — бог одноимённой реки (совр. Вольтурно) в древнеримской мифологии.
Иногда отождествлялся с Тиберином. В Риме в честь Волтурна ежегодно 27 августа справлялся праздник волтурналии. 
Волтурн — сын Януса, по другим версиям, был сыном Капета, царя Альбы, утонувшим в реке, которую назвали его именем, или царем города Вейи, погибшим в битве с Главком, сыном Миноса.